# Játék határok nélkül 1993
Az 1993-as Játék határok nélkül a sorozat 24. évada, az első, melyben Magyarország részt vett.
- Műsorvezető: Geszler Dorottya, Vágó Istvánnal a 10. elődöntőben.
- Nemzeti bíró: Németh Lehel

## Részt vevő országok
- Svájc (CH): Fehér és piros
- Csehország (CZ): Narancssárga
- Wales (GB): Piros
- Görögország (GR): Kék és fehér
- Magyarország (H): Sárga
- Olaszország (I): Világoskék
- Portugália (P): Zöld

## 1. elődöntő
- Helyszín: Rhyl, Wales
- Tematika: Alice csodaországban

| Hely | Ország | Város       | Pont |
| ---- | ------ | ----------- | ---- |
| 1    | P      | Santarém    | 59   |
| 2    | CH     | Le Bouveret | 58   |
| 3    | H      | Paks        | 47   |
| 4    | I      | Brebbia     | 44   |
| 5    | CZ     | Sedlčany    | 32   |
| 5    | GB     | Rhyl        | 32   |
| 7    | GR     | Argyroupoli | 25   |

## 2. elődöntő
- Helyszín: Passariano, Olaszország
- Tematika: A Manin család története

| Hely | Ország | Város              | Pont |
| ---- | ------ | ------------------ | ---- |
| 1    | I      | Lignano Sabbiadoro | 51   |
| 2    | CZ     | Smržovka           | 47   |
| 3    | CH     | Tesserete          | 46   |
| 4    | GR     | Poros              | 45   |
| 5    | H      | Debrecen           | 44   |
| 6    | P      | Évora              | 36   |
| 7    | GB     | Swansea            | 25   |

## 3. elődöntő
- Helyszín: Loèche-les-Bains, Svájc
- Tematika: Svájc 700 éves történelme, sablonok, közhelyek

| Hely | Ország | Város            | Pont |
| ---- | ------ | ---------------- | ---- |
| 1    | P      | Amadora          | 55   |
| 2    | I      | Rosolina Mare    | 53   |
| 3    | CH     | Loèche-les-Bains | 44   |
| 4    | CZ     | Karlovy Vary     | 42   |
| 5    | H      | Gödöllő          | 37   |
| 6    | GB     | Bethesda         | 35   |
| 7    | GR     | Kessariani       | 28   |

## 4. elődöntő
- Helyszín: Amarousion, Görögország
- Tematika: Héraklész hőstettei

| Hely | Ország | Város          | Pont |
| ---- | ------ | -------------- | ---- |
| 1    | I      | Firenze        | 50   |
| 2    | H      | Sárospatak     | 48   |
| 3    | CH     | Locarno        | 47   |
| 4    | P      | Aveiro         | 46   |
| 5    | GB     | Rhydaman       | 40   |
| 6    | CZ     | Mariánské Hory | 32   |
| 7    | GR     | Amarousion     | 22   |

## 5. elődöntő
- Helyszín: Coimbra, Portugália
- Tematika: Coimbra története

| Hely | Ország | Város          | Pont |
| ---- | ------ | -------------- | ---- |
| 1    | CZ     | Šumperk        | 62   |
| 2    | GB     | Llantrisant    | 51   |
| 3    | CH     | Genf           | 50   |
| 4    | P      | Batalha        | 46   |
| 5    | H      | Hajdúszoboszló | 35   |
| 6    | GR     | Veroia         | 23   |
| 6    | I      | Tursi          | 23   |

## 6. elődöntő
- Helyszín: Rhyl, Wales
- Tematika: Csillagjegyek

| Hely | Ország | Város          | Pont |
| ---- | ------ | -------------- | ---- |
| 1    | I      | Cogne          | 54   |
| 2    | CZ     | Krnov          | 49   |
| 2    | H      | Székesfehérvár | 49   |
| 4    | P      | Portimão       | 46   |
| 5    | GB     | Wrexham        | 36   |
| 6    | CH     | San Bernardino | 32   |
| 7    | GR     | Halandri       | 18   |

## 7. elődöntő
- Helyszín: Passariano, Olaszország
- Tematika: Opera

| Hely | Ország | Város                  | Pont |
| ---- | ------ | ---------------------- | ---- |
| 1    | H      | Pápa                   | 49   |
| 2    | CH     | Yvredon les Bains      | 47   |
| 3    | CZ     | Pardubice              | 41   |
| 4    | P      | Santo Tirso            | 39   |
| 4    | I      | San Daniele del Friuli | 39   |
| 6    | GR     | Chania                 | 29   |
| 6    | GB     | Cardiff                | 29   |

## 8. elődöntő
- Helyszín: Loèche-les-Bains, Svájc
- Tematika: Nemzeti klisék

| Hely | Ország | Város                        | Pont |
| ---- | ------ | ---------------------------- | ---- |
| 1    | P      | Felgueiras                   | 52   |
| 2    | H      | Szekszárd                    | 50   |
| 3    | CZ     | Litovel                      | 46   |
| 4    | I      | Altopiano delle Cinquemiglia | 43   |
| 5    | CH     | Ciornico                     | 42   |
| 6    | GB     | Rutjin                       | 34   |
| 7    | GR     | Joánina                      | 28   |

## 9. elődöntő
- Helyszín: Coimbra, Portugália
- Tematika: Coimbra város legendái, hagyományai, egyetemi város

| Hely | Ország | Város       | Pont |
| ---- | ------ | ----------- | ---- |
| 1    | I      | Siracusa    | 51   |
| 2    | P      | Coimbra     | 50   |
| 3    | CZ     | Písek       | 48   |
| 4    | H      | Tapolca     | 47   |
| 5    | CH     | Le Noirmont | 37   |
| 6    | GB     | Caerfyrddin | 30   |
| 7    | GR     | Patra       | 27   |

## 10. elődöntő
- Helyszín: Kecskemét, Magyarország
- Tematika: A kékszakállú herceg legendája

| Hely | Ország | Város           | Pont |
| ---- | ------ | --------------- | ---- |
| 1    | H      | Kecskemét       | 61   |
| 2    | I      | Agordo          | 52   |
| 3    | CZ     | Trojanovice     | 40   |
| 4    | P      | Figueira da Foz | 35   |
| 5    | GB     | Llandrindod     | 34   |
| 6    | GR     | Agia Anargiri   | 31   |
| 7    | CH     | Fully           | 26   |

## Döntő
- Helyszín: Karlovy Vary, Csehország
- Tematika: Varieté

Az alábbi csapatok jutottak a döntőbe:
| Ország | Város       | Hely | Pont | Elődöntő |
| ------ | ----------- | ---- | ---- | -------- |
| CH     | Le Bouveret | 2    | 58   | 1        |
| CZ     | Šumperk     | 1    | 62   | 5        |
| GB     | Llantrisant | 2    | 51   | 5        |
| GR     | Poros       | 4    | 45   | 2        |
| H      | Kecskemét   | 1    | 61   | 10       |
| I      | Cogne       | 1    | 54   | 6        |
| P      | Santarém    | 1    | 59   | 1        |

Döntő eredménye
| Hely | Ország | Város       | Pont |
| ---- | ------ | ----------- | ---- |
| 1    | H      | Kecskemét   | 56   |
| 2    | CZ     | Šumperk     | 50   |
| 3    | CH     | Le Bouveret | 48   |
| 4    | GR     | Poros       | 42   |
| 5    | GB     | Llantrisant | 40   |
| 6    | I      | Cogne       | 36   |
| 7    | P      | Santarém    | 24   |

| Előző Jeux Sans Frontières 1992 | Játék határok nélkül 1993 | Következő Játék határok nélkül 1994 |